# Рудаки (Островская волость)
Рудаки — деревня в Островском районе Псковской области. Входит в состав Островской волости.
Расположена в 20 км к востоку от центра города Остров и в 3,5 км к юго-востоку от деревни Вишняки.
| 2001 | 2002 | 2010 | 2013 |
| ---- | ---- | ---- | ---- |
| 3    | →3   | ↗14  | ↘0   |

## История
Деревня до апреля 2015 года входила в состав ныне упразднённой Городищенской волости района.